# Schloss Kurozwęki

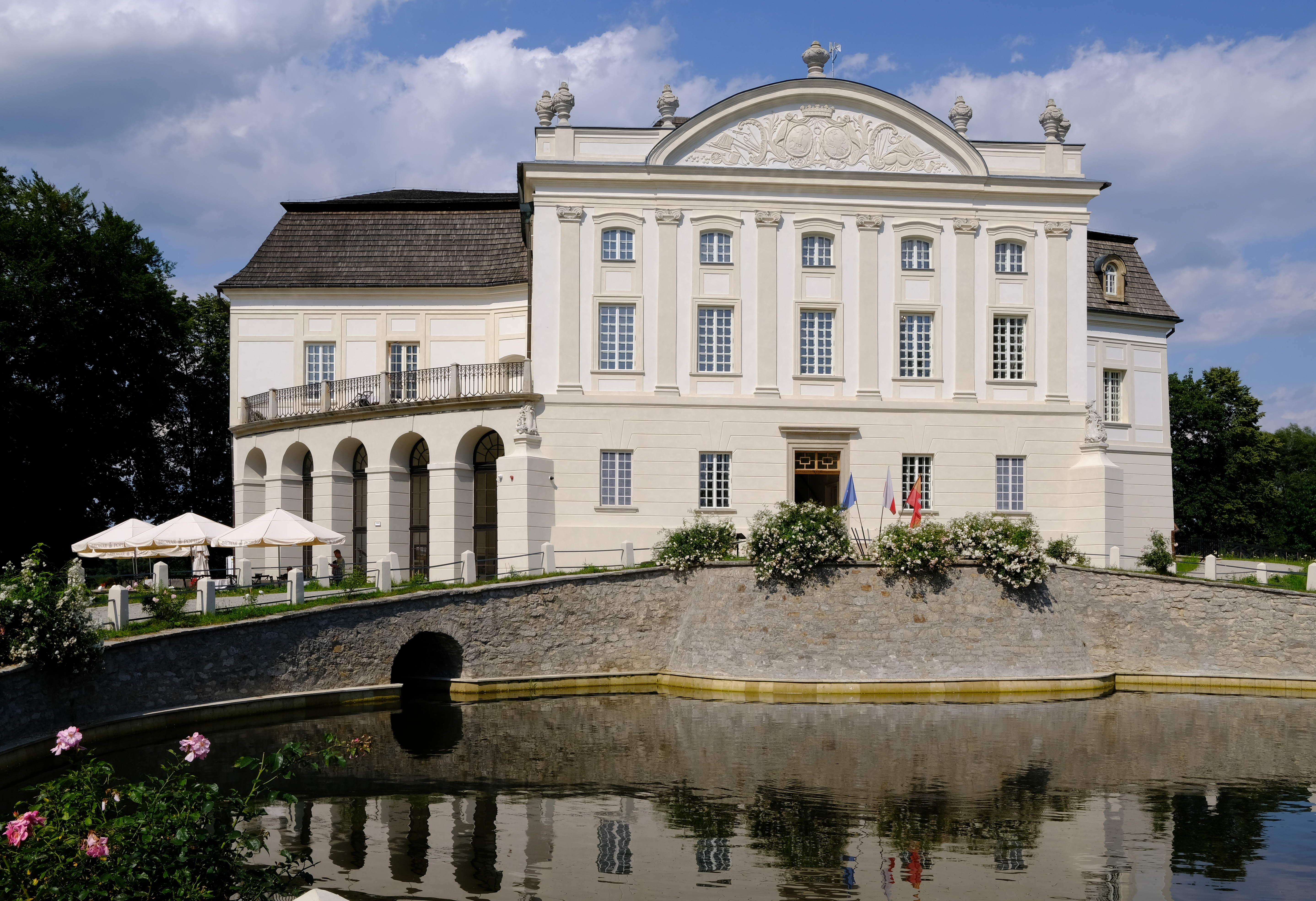
Fassade des Schlosses (2023)

Das Schloss Kurozwęki (polnisch Pałac w Kurozwękach) ist ein Schloss in Kurozwęki südöstlich von Kielce, der Hauptstadt der polnischen Woiwodschaft Heiligkreuz. Es liegt im Heiligkreuzgebirge.

## Geschichte
Das Schloss wurde Mitte des 14. Jahrhunderts errichtet. Im 17. Jahrhundert wurde es barockisiert, bereits im 18. Jahrhundert weiter ausgebaut und mit einer barocken Parkanlage umgeben. 
Das ursprüngliche Schloss wurde von der Familie Kurozwęcki erbaut und später an die Familien Lanckoroński, Sołtyk und Popiel weitervererbt. In der Zwischenkriegszeit umfasste das Anwesen 6000 ha Felder, Wälder und Fischteiche. Im September 1944 mussten die damaligen Eigentümer, die adelige Familie Popiel, das Anwesen verlassen und alle Gebäude und Grundstücke wurden vom Staat übernommen.
Im Jahr 1989 bemühte sich der noch in Polen lebende Vorkriegsbesitzer, Pater Martin Popiel, langjähriger Pfarrer von Szewna bei Ostrowiec Świętokrzyski, um die Wiederherstellung des Anwesens. Kurz nach seinem Tod im Jahr 1991 wurden die Ruinen des Schlosses und ein Teil des Parks von seinem Neffen Jean-Martin Popiel und dessen Frau Karen-Sveny Jacobsen, den jetzigen Besitzern, gekauft. Diese lebten zuvor in Schottland, im Kongo, Kanada, den USA und Belgien. 
Nach der Übernahme des Anwesens zogen sie auf das rückerworbene Gut nach Polen und begannen 1992 mit den Renovierungsarbeiten, dem Anwesen seinen früheren Glanz zurückzugeben. 
Die wirtschaftliche Grundlage des inzwischen sanierten Schlossgutes stellen ein Hotelbetrieb, ein Freizeitpark, sowie ein landwirtschaftlicher Betrieb u. a. mit Milchkühen, eine Bisonzucht sowie einer Araberzucht dar.
Das Gutsensemble umfasst heute eine Fläche von rund 400ha.